# 히파르코스 (인공위성)
히파르코스(Hipparcos, "High precision parallax collecting satellite", 고정밀 시차 수집 위성)는 유럽 우주국이 주관한 천체관측 임무와, 그 관측을 수행한 인공 위성을 가리키는 말이다. 위성체는 1989년 발사되어 1993년까지 활약하였다. 히파르코스 위성은 천체의 위치를 정확하게 측정할 목적으로 발사한 최초의 관측기구이다. 히파르코스의 자료를 통해 별들의 정확한 고유 운동과 시차 자료를 얻었으며 이로써 지구로부터 별까지의 거리와 접선 속도를 구할 수 있게 되었다. 분광학적 방법을 통해 나온 시선속도값과 히파르코스의 자료를 조합하여 항성의 움직임을 나타내는 6개 변수를 수정할 수 있었다.
히파르코스의 자료를 통해 항성목록 세 개가 출판되었다. 1997년 두 개의 성표가 출판되었는데, 《히파르코스 성표》는 정밀도가 높으며 10만 개 이상의 항성이 수록되었다. 반면 《티코 성표》는 상대적으로 정밀도는 떨어지나 100만 개 이상의 별을 수록했다. 이후 2000년 250만 개 이상의 별을 수록한 《티코-2 성표》가 출판되었으며 관측의 품질은 티코 성표보다 좀 더 개선되었다.

## 참고 문헌
1. ↑  Michael Perryman (2010).  Khanna Ramon, 편집. 《The Making of History's Greatest Star Map》. Heidelberg: Springer-Verlag. doi:10.1007/978-3-642-11602-5. ISBN 9783642116018.

## 같이 보기
- 히파르코스 목록